# Louis Pilot
Louis Pilot (Esch-sur-Alzette, 11 de noviembre de 1940-Senningen, 16 de abril de 2016) fue un entrenador y jugador de fútbol luxemburgués que jugaba en la demarcación de centrocampista.

## Selección nacional
Jugó un total de 50 partidos con la selección de fútbol de Luxemburgo. Hizo su debut el 11 de noviembre de 1959 en un partido de clasificación para los Juegos Olímpicos de Roma 1960 contra Francia que finalizó con un resultado de 1-0 a favor del combinado francés. Su primer gol como internacional lo metió en dicha clasificatoria el 10 de abril de 1960 contra Dinamarca. También disputó la clasificación para la Eurocopa 1964, la clasificación para la Copa Mundial de Fútbol de 1966 —donde consiguió anotar su primer doblete contra Yugoslavia el 19 de septiembre de 1965—, la clasificación para la Eurocopa 1968, la clasificación para la Copa Mundial de Fútbol de 1970, la clasificación para la Eurocopa de 1972, la clasificación para la Copa Mundial de Fútbol de 1974, la clasificación para la Eurocopa de 1976 y finalmente la clasificación para la Copa Mundial de Fútbol de 1978, donde disputó su último partido como internacional, contra Finlandia, el 26 de mayo de 1977.

## Clubes

### Como futbolista
| Club             | País       | Año         | Partidos | Goles |
| ---------------- | ---------- | ----------- | -------- | ----- |
| CS Fola Esch     | Luxemburgo | 1957 - 1961 |          |       |
| Standard Lieja   | Bélgica    | 1961 - 1972 | 337      | 36    |
| Royal Antwerp FC | Bélgica    | 1972 - 1975 | 125      | 8     |
| Racing Jet Wavre | Bélgica    | 1975 - 1978 |          |       |

### Como entrenador
| Club                              | País       | Año         |
| --------------------------------- | ---------- | ----------- |
| Selección de fútbol de Luxemburgo | Luxemburgo | 1978 - 1984 |
| Standard Lieja                    | Bélgica    | 1984 - 1985 |
| FC Etzella Ettelbruck             | Luxemburgo | 1985 - 1988 |
| FC Avenir Beggen                  | Luxemburgo | 1988 - 1990 |
| FC Etzella Ettelbruck             | Luxemburgo | 1990        |

## Palmarés

### Campeonatos nacionales
| Título                      | Club           | País    | Año  |
| --------------------------- | -------------- | ------- | ---- |
| Primera División de Bélgica | Standard Lieja | Bélgica | 1963 |
| Primera División de Bélgica | Standard Lieja | Bélgica | 1969 |
| Primera División de Bélgica | Standard Lieja | Bélgica | 1970 |
| Primera División de Bélgica | Standard Lieja | Bélgica | 1971 |
| Copa de Bélgica             | Standard Lieja | Bélgica | 1966 |
| Copa de Bélgica             | Standard Lieja | Bélgica | 1967 |